# Pseudokatianna triclavata
Pseudokatianna triclavata är en urinsektsart som beskrevs av John Tenison Salmon 1949. Pseudokatianna triclavata ingår i släktet Pseudokatianna och familjen Katiannidae. Inga underarter finns listade i Catalogue of Life.